# Felix Nussbaum
Pour les articles homonymes, voir Nussbaum.
Felix Nussbaum, né le 14 décembre 1904 à Osnabrück (Allemagne) et mort après le 20 septembre 1944 à Auschwitz-Birkenau, est un peintre juif allemand que l'on rattache habituellement au courant de la nouvelle objectivité (Neue Sachlichkeit). Son travail s'inspire également des œuvres de Giorgio de Chirico, d'Henri Rousseau et de Vincent van Gogh. Réfugié en Belgique après l'arrivée au pouvoir des nazis, il est déporté à Auschwitz avec son épouse Felka Platek quelques mois seulement avant la libération de Bruxelles par les Britanniques le 3 septembre 1944. Le couple n'échappe cependant pas à l'assassinat, perpétré avant la libération du camp d'Auschwitz en janvier 1945.

## Biographie

### Jeunesse et formation
Felix Nussbaum naît dans une famille appartenant au judaïsme réformé à Osnabrück en 1904. Il est le deuxième fils du commerçant Philip Nussbaum (1872-1944) et Rahel van Dijk (1873-1944). Son frère aîné est Justus Nussbaum (1901-1944). Philip Nussbaum, le père de Felix, est membre de l'association des vétérans de la Première Guerre mondiale.
Après avoir fréquenté l'école primaire et secondaire juives, il commence des études d'art à l'École d'arts appliqués de Hambourg en 1922/23 et poursuit sa formation jusqu'en 1930 à l'école privée Lewin-Funke et à la Vereinigten Staatsschulen für Freie und Angewandte Kunst à Berlin. Il est l'élève de Paul Plontke et César Klein, puis de Hans Meid,.
Durant ses études artistiques à Berlin, il rencontre une artiste peintre juive polonaise Felka Platek (née le 3 janvier 1899 à Varsovie et morte à Auschwitz le 2 août 1944) qui suit également les cours du Studienateliers für Malerei und Plastik de Arthur-Lewin Funke. Elle devient sa compagne et ils se marient en 1937 à Bruxelles.
Grâce à une bourse, Felix Nussbaum peut étudier à la Villa Massimo à Rome d'octobre 1932 à mai 1933. Il doit cependant quitter prématurément la Villa Massimo après une rixe avec le peintre Hanns Hubertus Graf von Merveldt (de).

### L'exil
En 1934, les parents de Felix Nussbaum, qui ont fui l'Allemagne, le rejoignent pour l'été en Italie. Ce sera leur dernière rencontre. L'année suivante, ils décident de retourner en Allemagne malgré les avertissements de Felix Nussbaum.
La situation politique se dégradant rapidement, Felix et Felka font le choix de ne  pas retourner en Allemagne. Ils séjournent d'abord en Italie puis, après un passage en France, se rendent en Belgique. Ils s'installent d'abord à Ostende. Felix Nussbaum s'y lie d'amitié avec James Ensor qui le soutient dans ses démarches pour obtenir la nationalité belge ou le statut de réfugié politique. Felix Nussbaum n'obtient cependant que des autorisations de séjour temporaires et n'a pas le droit d’exercer un emploi en Belgique. Il reçoit finalement une carte d'identité d'étranger en 1937 et le couple se marie à Bruxelles afin que Felka Platek puisse également rester dans le pays,.
À partir de 1937, ils vivent à Bruxelles. N'ayant pas pu obtenir la nationalité belge, Felix Nussbaum, considéré comme un ressortissant Allemand, est arrêté par les autorités belges, deux jours après l'invasion de la Belgique par les troupes allemandes et transféré au camp de concentration de Saint-Cyprien dans le sud de la France. Les conditions de vie dans ce camp érigé au début de 1939 pour les républicains espagnols sont épouvantables. Quelque 7500 détenus y sont entassés sans aucune hygiène, la famine et les épidémies règnent. Felix Nussbaum est fortement marqué par cette épreuve et la dépeint dans plusieurs tableaux. En août 1940, après avoir vécu trois mois de souffrance dans des conditions humiliantes à Saint-Cyprien, Felix Nussbaum demande à retourner en Allemagne. Arrivé au poste de contrôle à Bordeaux, il parvient à s’enfuir en montant dans un train de voyageurs à destination de Bruxelles, où il espère retrouver son épouse Felka Platek, arrêtée en même temps que lui mais libérée rapidement. Il la rejoint à Bruxelles et ils entrent dans la clandestinité. Ils vivent cachés pendant presque quatre années, avec l'aide du sculpteur et ami Dolf Ledel et d'autres amis qui procurent à Felix Nussbaum un atelier et du matériel de peinture. Il ne peut en effet pas peindre dans son logement de crainte que l'odeur de térebenthine ne le trahisse.

### La déportation
Lorsque Dolf Ledel se replie dans les Ardennes, Felix Nussbaum et Felka Platek retournent dans leur appartement au 22 rue Archimède où une cache est aménagée dans le grenier. Après dénonciation d'un voisin, le couple est arrêté le 20 juin 1944 et emmené le lendemain au camp de rassemblement de Malines où ils sont inscrits sur la liste de déportation du convoi XXVI, sous les numéros 284 et 285,,,,.
Lors de sa détention dans la caserne Dossin à Malines, Felix Nussbaum continue de peindre. Dans sa chambrée, il emprunte du matériel à la Malerstube, l’atelier des peintres où des artistes juifs confectionnent les cartons et les brassards des détenus et, quand c'est possible, réalisent des travaux personnels. La peintre Irene Spicker se souvient qu'une codétenue lui a demandé de fournir de l'aquarelle à Felix Nussbaum que son épouse essaie de sortir de son abattement.
Ils sont déportés ensemble le 31 juillet 1944 à Auschwitz-Birkenau par le dernier convoi ayant quitté la Belgique. Felix Nussbaum y disparaît comme pratiquement tout le reste de sa famille qui s'est réfugiée en Hollande. La date précise de sa mort n'est pas connue, mais il a été enregistré à l'infirmerie du camp d'Auschwitz le 20 septembre 1944, ce qui laisse supposer qu'il est mort entre ce jour et celui de la libération du camp, le 27 janvier 1945,,,,,.

## L'artiste
Felix Nussbaum est habituellement rattaché au courant de la nouvelle objectivité (Neue Sachlichkeit) bien qu'il soit né une dizaine d'années après la plupart des artistes de ce mouvement. Ce mouvement se caractérise par une volonté de retour au réalisme, de montrer froidement la société corrompue et le désastre social de l'après-guerre. Son travail montre l'influence de peintres comme Giorgio de Chirico, d'Henri Rousseau et de Vincent van Gogh, Max Beckmann et James Ensor.
Comme aucun autre artiste de la première partie du XXe siècle, Felix Nussbaum a su représenter à travers ses peintures la situation dramatique dans laquelle il se trouvait en tant que Juif allemand durant la période nazie. La peinture représentait pour lui un acte de résistance et lui permettait de conserver une dignité humaine tout en lui donnant la force de survivre. Felix Nussbaum n'est certainement pas avant-gardiste. Il appartient à la « génération disparue » victime de l'Holocauste. Il fut longtemps oublié et ce n´est que dans le courant des années soixante-dix que son art fut redécouvert.
Felix Nussbaum crée son œuvre principale durant les dernières années de sa vie, qu'il a passées dans la clandestinité à Bruxelles jusqu'à son arrestation le 20 juin 1944. Y figurent notamment des portraits familiaux et des souvenirs de ses vacances en famille. Le grand format La Place folle de 1931 fait largement connaître Felix Nussbaum des cercles artistiques allemands. Une grande partie de son travail de jeunesse a été détruit dans l'incendie, sans doute criminel, de son atelier berlinois de la Xantener Strasse à Berlin en 1932, alors qu'il se trouve en résidence à Rome.
Lors de sa résidence en Italie, à la Villa Massimo, Felix Nussbaum peint de nombreuses visions de ruines, de facture plutôt classique mais il y laisse déjà percevoir son angoisse devant l'avenir. Plus tard, en mai 1940, son expérience de l'horreur du camp d'internement de Saint Cyprien le marque profondément et imprègne toute son œuvre.
Sa dernière œuvre connue, Triomphe de la mort (1944) est peinte deux mois avant son arrestation et sa déportation, elle décrit la fin de la civilisation sous la forme d'une danse macabre. La guerre, les persécutions et la peur dominent les toiles de cette dernière période.

### L'autoportrait

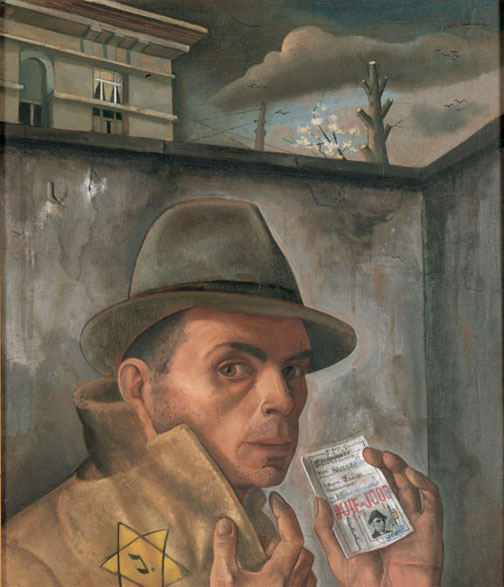
Autoportrait avec le passeport (circa 1940).

Félix Nussbaum s'est représenté tout au long de sa vie, par une série impressionnante d'autoportraits (comme l'autoportrait au passeport juif), dans une pose quasi identique : de trois-quarts à la manière des premiers autoportraits d'Albrecht Dürer, il fixe son regard dur sur le spectateur. La figure du regard est centrale chez cet artiste juif qui a vécu du début à la fin la persécution des juifs par le régime nazi. On peut interpréter ce regard de plusieurs manières différentes. Il y a d'abord le regard de celui qui prend à témoin. Se représentant toujours à l'écart dans les tableaux de groupes, Felix Nussbaum est celui qui appelle le spectateur à prendre conscience de la misère de son peuple. Il place aussi le spectateur dans une position ambiguë lorsqu'il se représente montrant son passeport, comme si le spectateur était l'acteur même de sa persécution.

## La Felix Nussbaum Haus
Après la guerre, une cousine de Felix Nussbaum, Augustes Moses-Nussbaum, s'efforce de retracer les toiles de l'artiste restées à Bruxelles, de les faire restituer à leurs propriétaires légitimes. C'est ainsi qu'une centaine de tableaux reviennent à Osnabrück.
C'est à ce moment-là que la ville d'Osnabrück commence à établir une collection des œuvres de Felix Nussbaum. Actuellement le musée compte plus de 200 de ses œuvres. Pour permettre l'exposition de cette collection, l´architecte Daniel Libeskind est chargé d´ériger la « Felix Nussbaum Haus » conçue comme une annexe au musée existant qui abrite depuis 1999 la collection permanente des œuvres de l'artiste et accomplit ainsi la volonté du peintre : « Si je sombre, ne laissez pas mes peintures me suivre, mais montrez-les aux hommes. ».
La ville d'Osnabrück a pu acquérir des œuvres supplémentaires au cours des 20 dernières années grâce à des dons et des fondations, parmi lesquelles la Fondation Felix Nussbaum, fondée en 2001 à l'initiative d'Hubertus Schlenke.
Le musée présente également une collection d’œuvres de Felka Platek, soit deux huiles et 28 gouaches,.
La persévérance de quelques collectionneurs réunit des œuvres éparpillées, aujourd'hui dans le musée d'Osnabrück qui lui est spécialement consacré.

## Hommages

### Stolpersteine
- Devant la villa Nussbaum à Osnabrück trois Stolpersteine rappellent que Felix Nussbaum et ses parents habitaient là[14].
- Deux autres pierres de mémoire sont apposées à Bruxelles devant le 22 rue Archimède, dernier domicile de Felka Platek et Felix Nussbaum[15].
- Un Stolperstein rend également hommage à Felix Nussbaum devant l'Ecole d'arts appliqués de Hambourg[16].

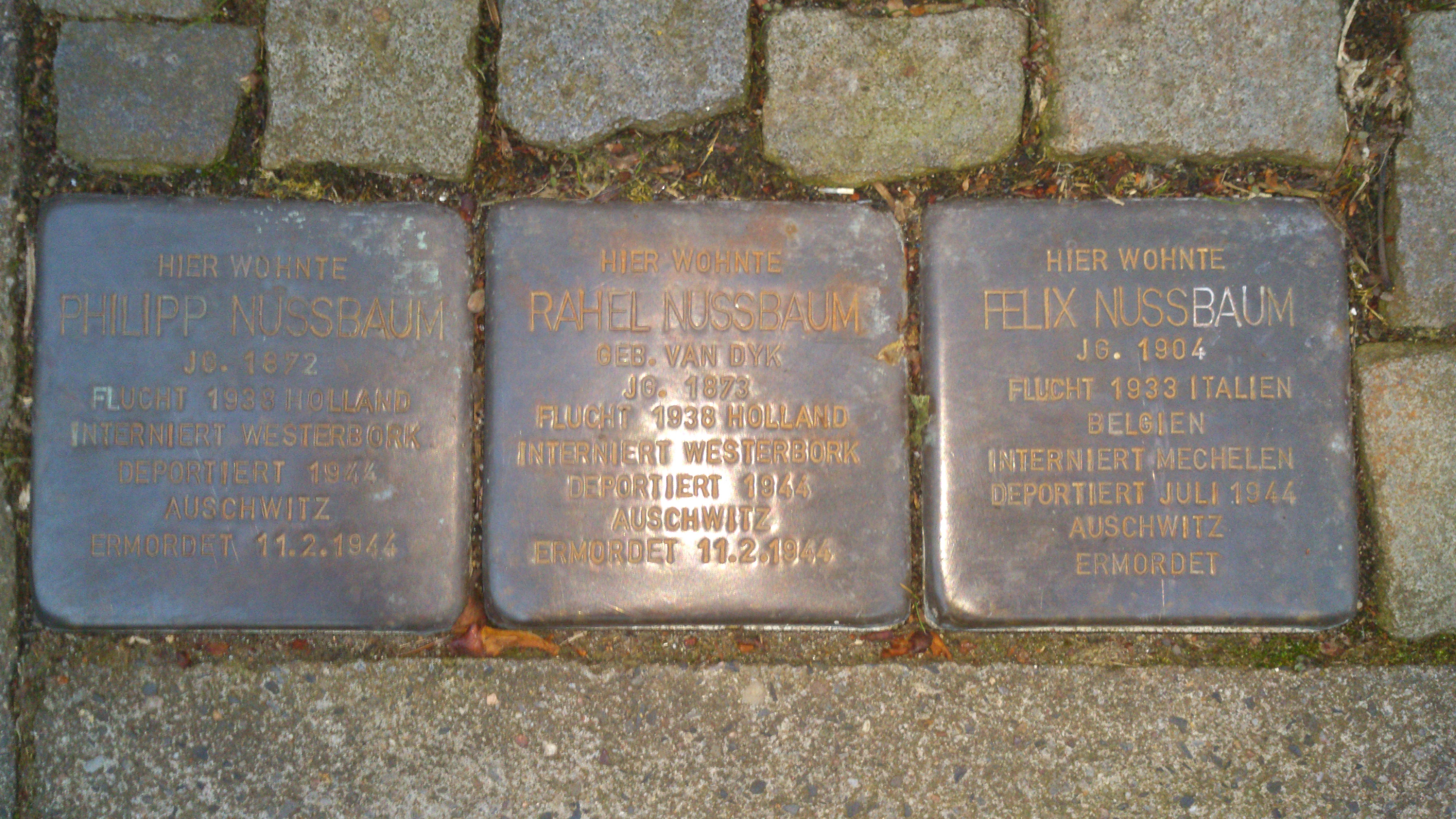
Stolpersteine pour Philipp, Rahel et Felix Nussbaum à Osnabrück
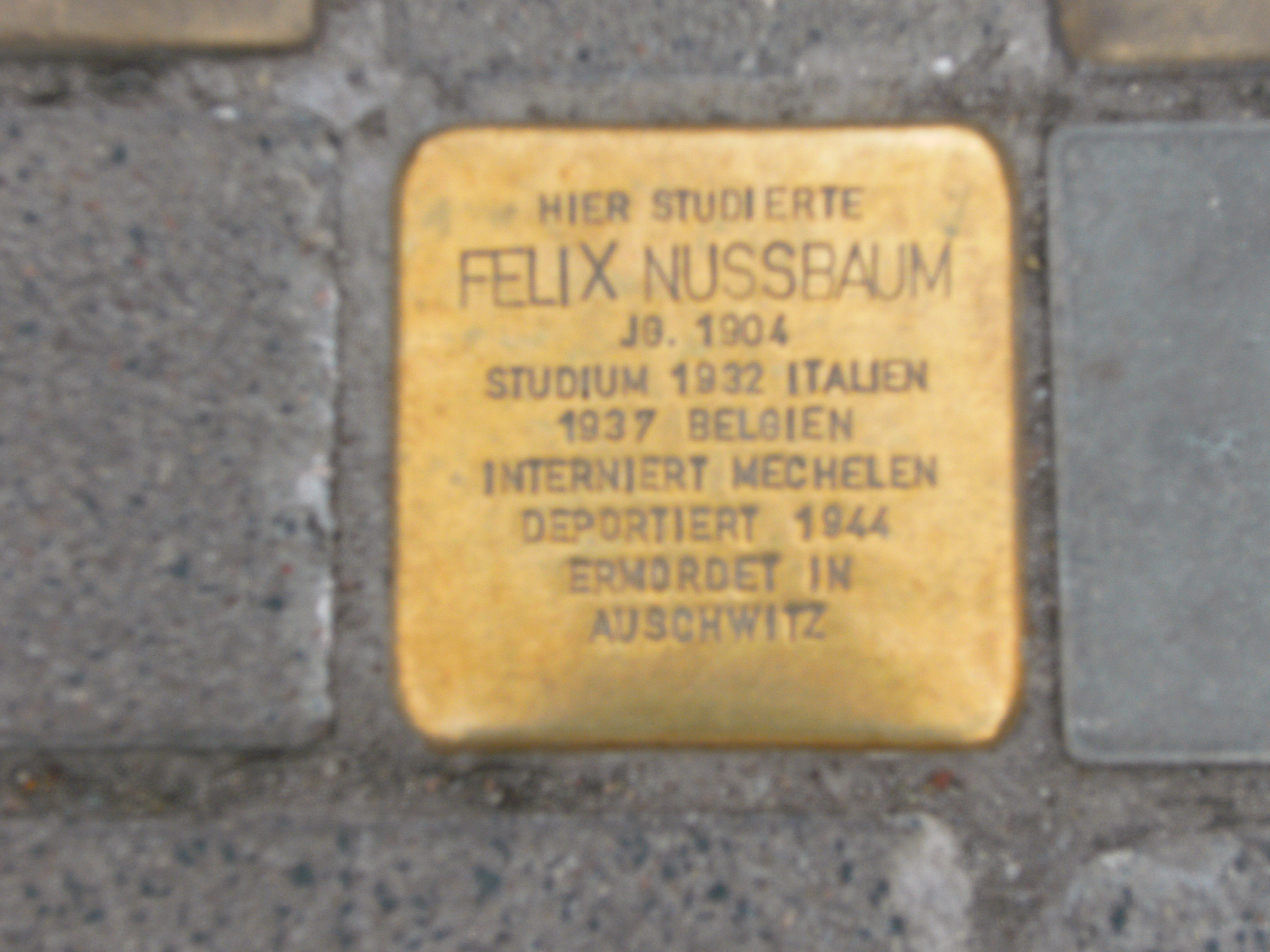
Hambourg, Ecole d'arts appliqués: Stolperstein pour l'ancien élève Felix Nussbaum
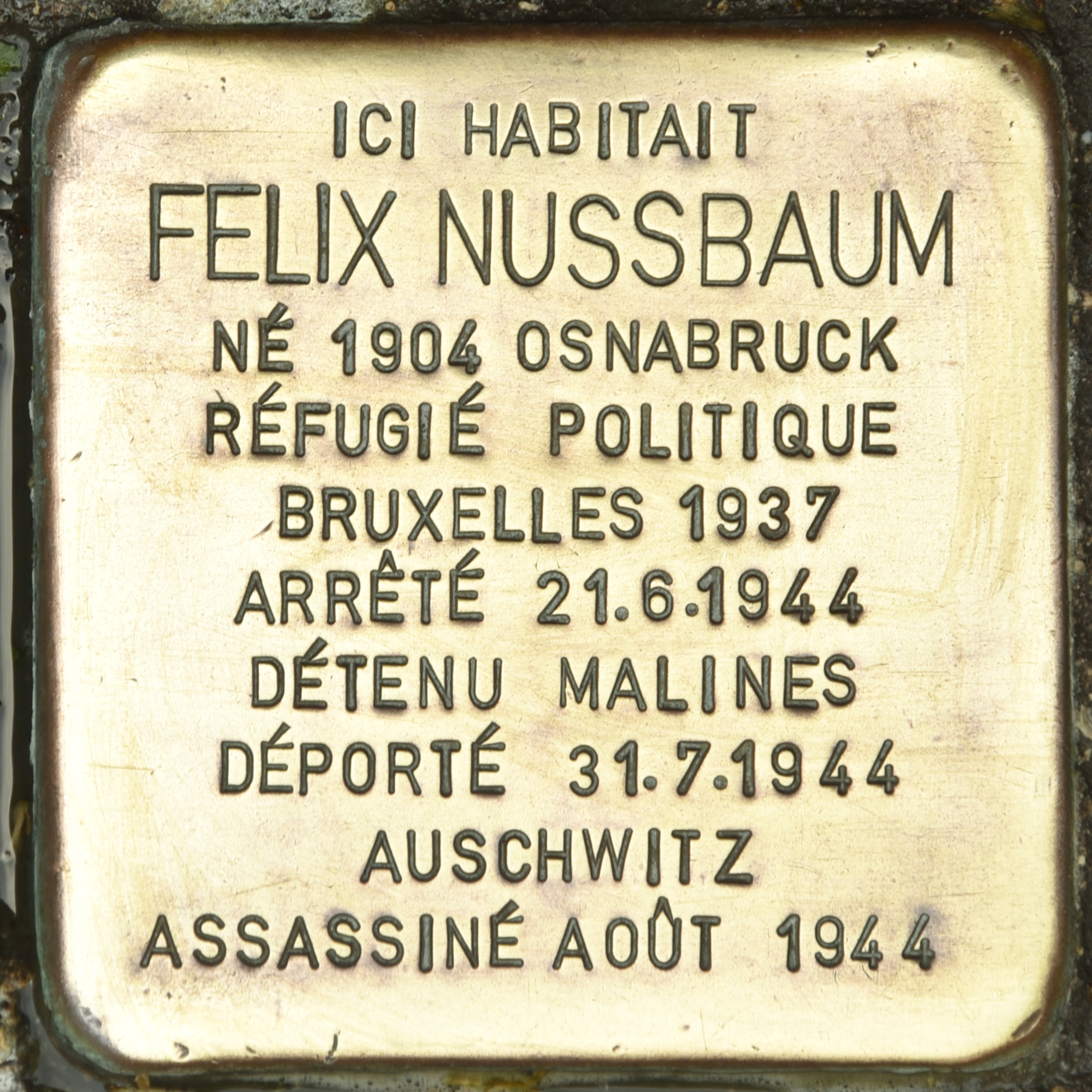
Stolperstein à Bruxelles

### Autres hommages
- Une plaque commémorative marque l'emplacement de son atelier à Berlin, Xantenerstrasse[17].

- L'Allemagne émet un timbre poste en son honneur, en 2004, à l'occasion du centenaire de sa naissance, qui reproduit le tableau Le Secret[18].

- En 2014, le Comité international d'Auschwitz parraine un programme intitulé « Find Felka! Find Felix! en souvenir du couple d'artistes Felix Nussbaum-Felka Platek[19].
- Émile Bravo représente et rend hommage à Felka et à Felix dans sa série d'albums Spirou ou l'espoir malgré tout, parus chez Dupuis. Dans ce récit, qui se déroule durant la seconde guerre, Felka et Felix sont alors des amis chers de Spirou.

## Expositions (sélection)
- 1927 : Première exposition personnelle, galerie Jacques Casper, Berlin[20]
- 1937 : Koninklijke Kunstzaal Kleykamp, La Haye[20]
- 1995 : Uit onmacht naar daadkracht. Felix Nussbaum, schilderijen, Musée historique juif, Amsterdam[21]
- 2011 : Felix Nussbaum 1904-1944, Musée d'art et d'histoire du judaïsme, Paris[12]
- 2014 : Felix Nussbaum – Kunstenaar in ballingschap, Museum de Fundatie, Zwolle[22]

## Filmographie
- Felix Nussbaum (documentaire) de Lydia Chagoll, 2017[25]

## Galerie

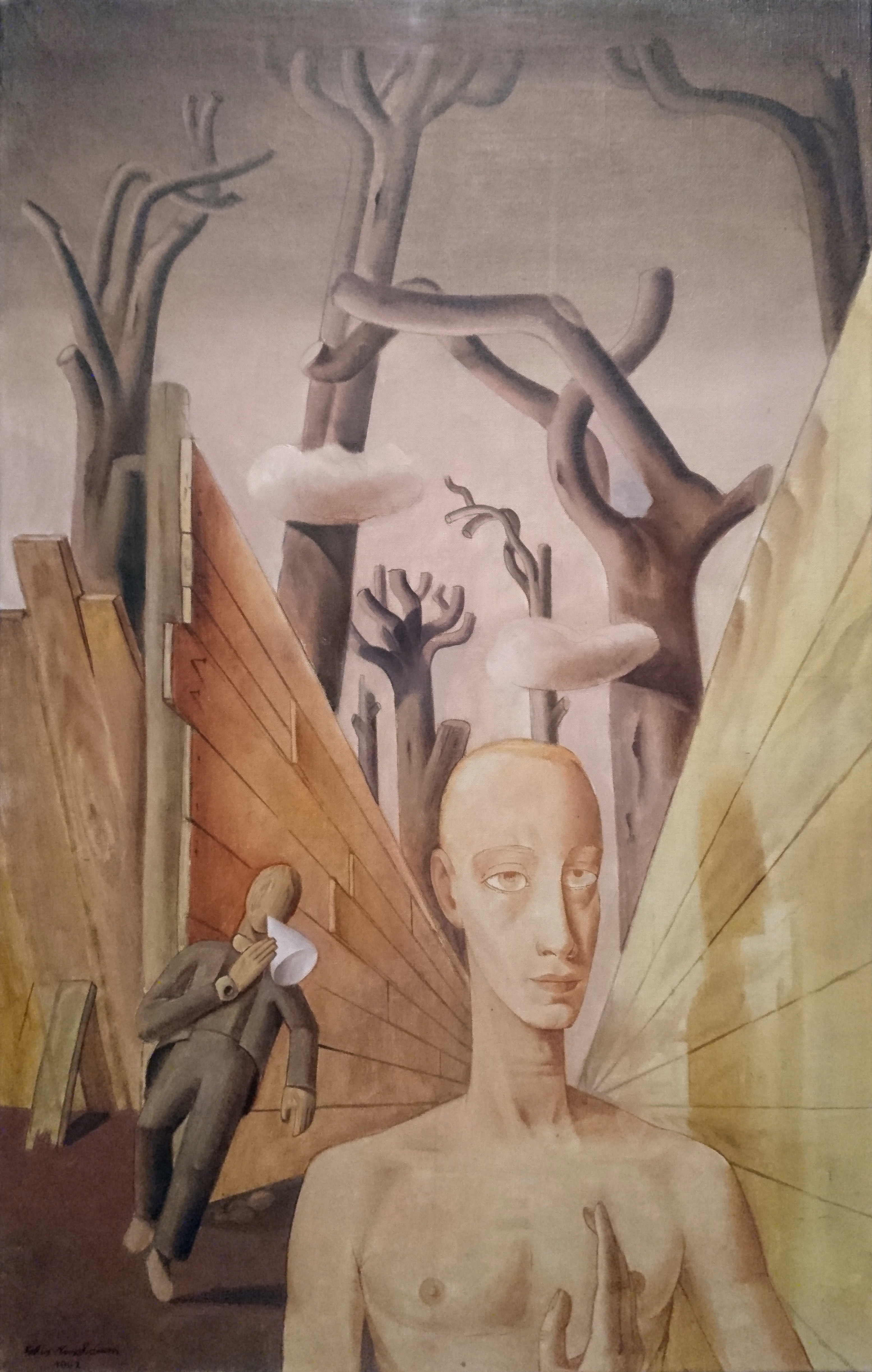
Solitude, 1942
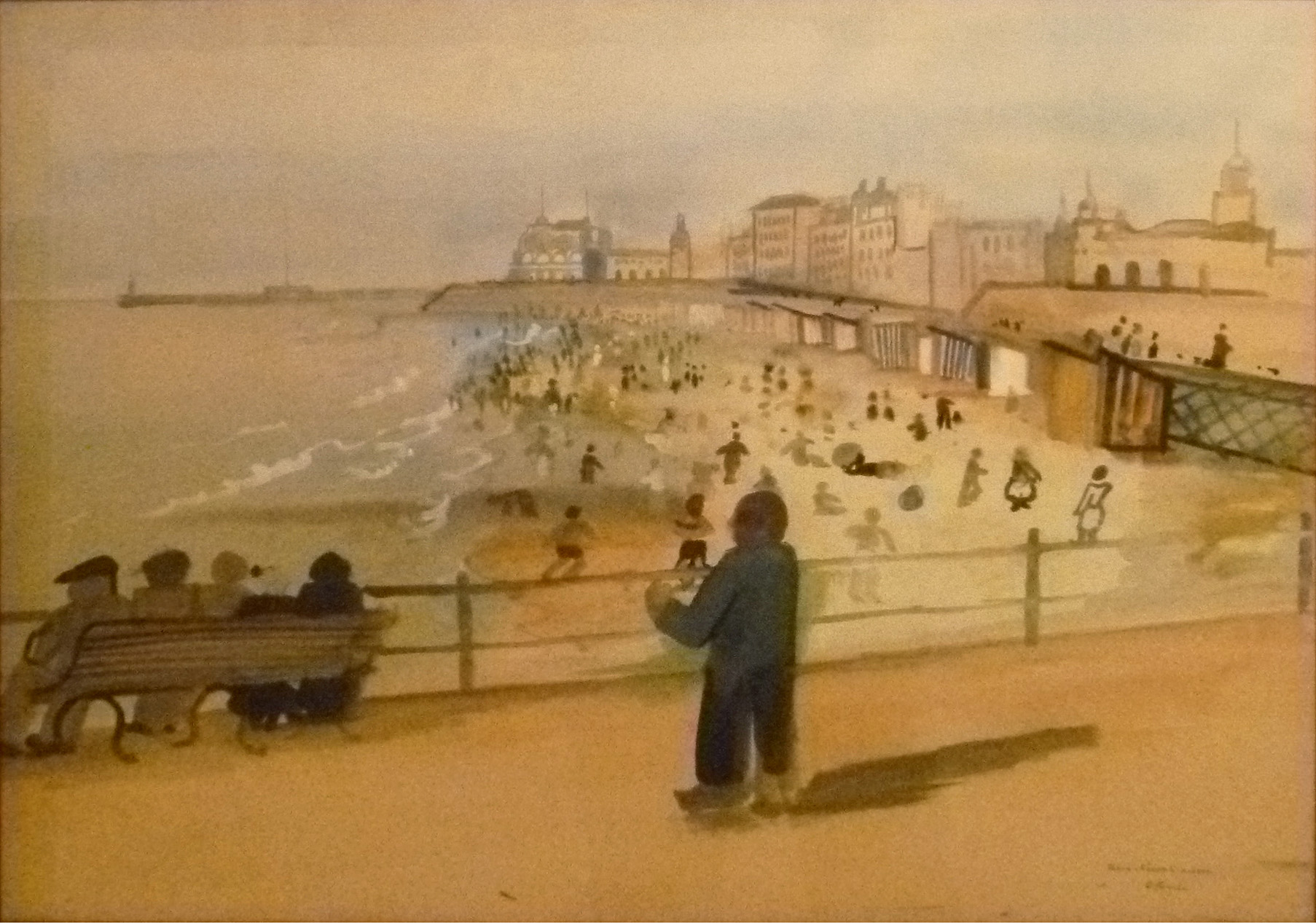
La plage d'Ostende, 1935
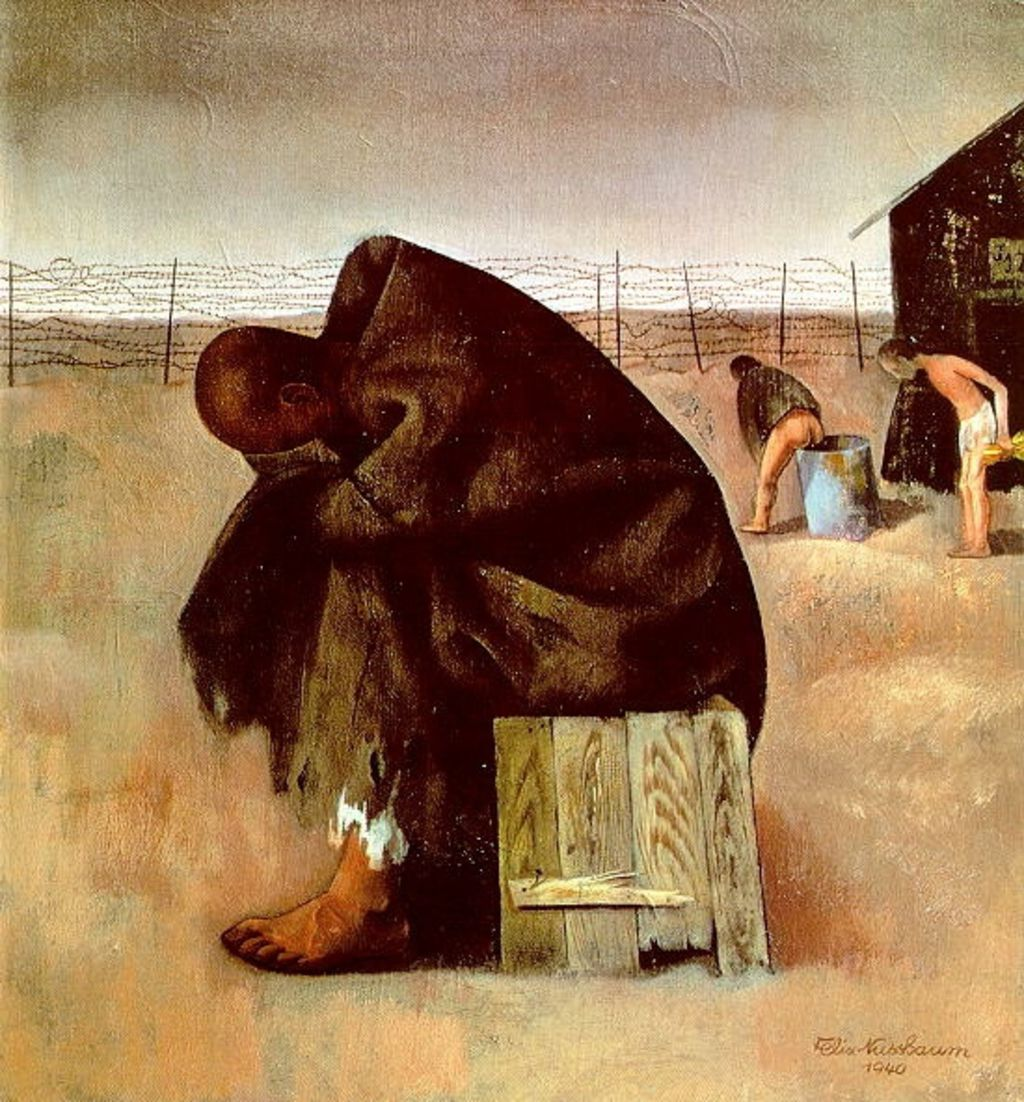
Im Lager (Gefangenenlager), Camp de concentration de Saint-Cyprien, France, 1940.
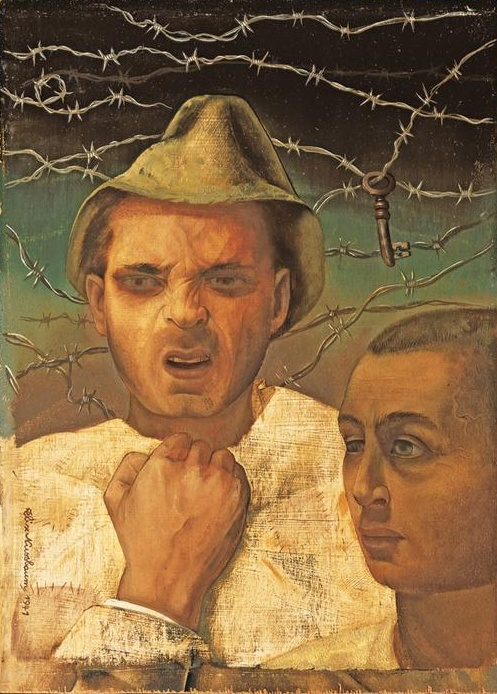
Autoportrait avec Key, Camp de concentration de Saint-Cyprien, France, 1940.
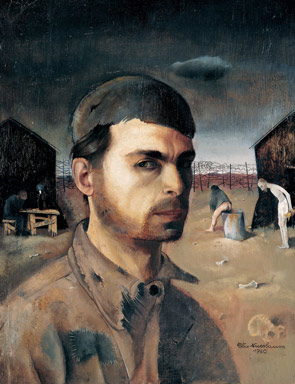
Autoportrait dans le camp, Camp de concentration de Saint-Cyprien, France, 1940.
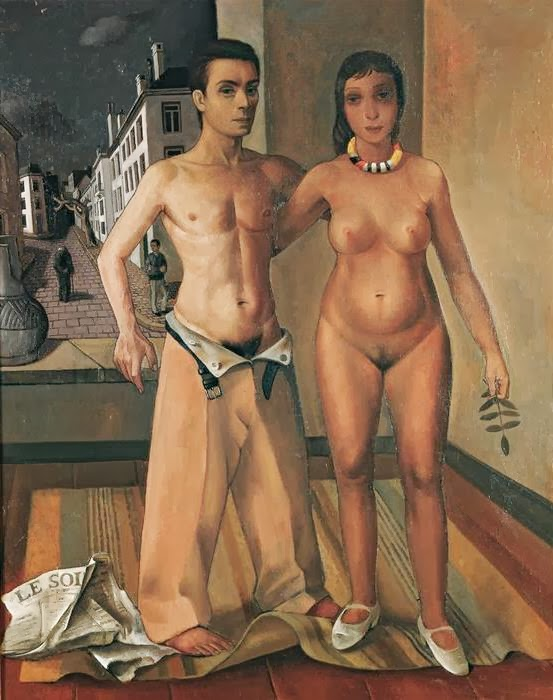
Soir, 1942
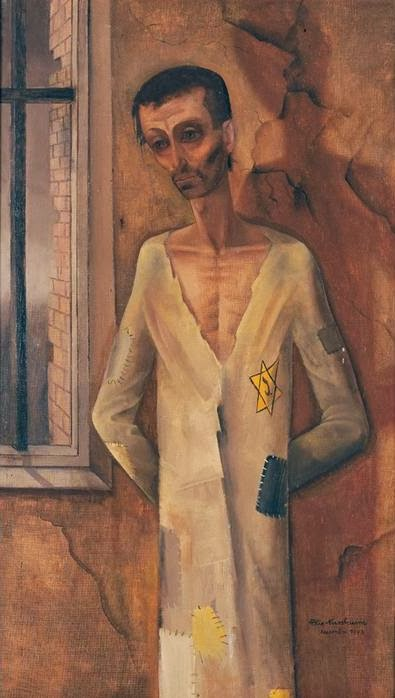
Juif à la fenêtre, 1943
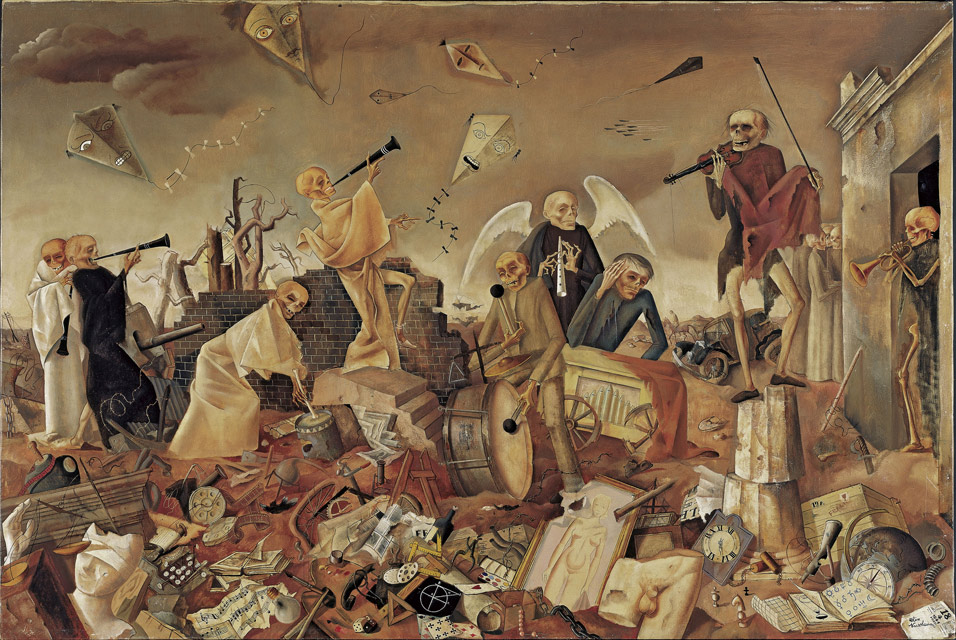
Le Triomphe de la mort (Nussbaum), 1944. Dernière œuvre connue de Felix Nussbaum.

## Référence
1. 1 2 3  « Felix Nussbaum | Yad Vashem », sur yadvashem.org (consulté le 21 novembre 2021).
2. ↑  « Felix Nussbaum, une biographie », sur cercleshoah.org, 10 octobre 2010 (consulté le 20 novembre 2021).
3. 1 2 3  (de) Museumsquartier Osnabrück, « Sammlung Felix Nussbaum », sur museumsquartier-osnabrueck.de (consulté le 20 novembre 2021).
4. ↑  ls fuient à nouveau en 1939 aux Pays-Bas où leur fils Justius Nussbaum se trouve déjà. Il seront tous arrêtés en 1943 puis déportés
5. 1 2 3  « Kazerne Dossin | Felix Nussbaum : « Si je meurs, ne laissez pas mes peintures me suivre, mais montrez-les aux hommes  », sur kazernedossin.eu (consulté le 20 novembre 2021).
6. ↑  Stolperstein posée sur la maison ou il habitait à Bruxelles, 22 rue Archimède
7. 1 2  Kraftgenie, « Felix Nussbaum », sur Weimar, 16 juillet 2010 (consulté le 20 novembre 2021).
8. 1 2  « meo-editions-serge-peker-felka », sur meo-edition.eu (consulté le 20 novembre 2021).
9. 1 2  (de) « Nussbaum war Auschwitz-Häftling B-3594 », sur Osnabrucker Zeitung, 1er août 2015.
10. 1 2 3  (en-US) « Felix Nussbaum », sur ARTPIL (consulté le 21 novembre 2021).
11. ↑  (en) Irène Awret, They'll Have to Catch Me First: An Artist's Coming of Age in the Third Reich, University of Wisconsin Press, 2004, 384 p. (ISBN 978-0299188306)
12. 1 2 3  « Felix Nussbaum 1904–1944 », sur Musée d'Art et d'Histoire du Judaïsme, 19 octobre 2015 (consulté le 21 novembre 2021).
13. 1 2 3  « Felix Nussbaum. Dossier pédagogique »(Archive.org • Wikiwix • Archive.is • Google • Que faire ?) [PDF], sur Musée d'art et d'histoire du judaïsme.
14. ↑  (de) « Stolpersteine », sur friedensstadt.osnabrueck.de (consulté le 15 janvier 2025)
15. ↑  (de) Stolpersteine Guide, « Stolpersteine Guide » [archive du 16 juin 2023], sur stolpersteine-guide.de (consulté le 15 janvier 2025)
16. ↑  « Stolpersteine in Hamburg | Namen, Orte und Biografien suchen », sur www.stolpersteine-hamburg.de (consulté le 15 janvier 2025)
17. ↑  (en) « Plaque Felix Nussbaum - Berlin-Wilmersdorf - TracesOfWar.com », sur tracesofwar.com (consulté le 21 novembre 2021).
18. ↑  « Timbre 2004, Allemagne, République Fédérale Felix Nussbaum 1v, 2004 - Philatélie - PostBeeld.fr - Boutique en ligne des timbres, collecte », sur postbeeld.fr (consulté le 21 novembre 2021).
19. ↑  (en) « The International Auschwitz Committee commemorates artist couple Felka Platek and Felix Nussbaum », sur IHRA (consulté le 21 novembre 2021).
20. 1 2  « Felix Nussbaum », sur cnrd2016henricorbet (consulté le 21 novembre 2021).
21. ↑  (en-US) « Uit onmacht naar daadkracht. Felix Nussbaum, schilderijen - Joods Cultureel Kwartier », sur jck.nl (consulté le 21 novembre 2021).
22. ↑  (nl) Yuri Visser, « Felix Nussbaum, kunstenaar vermoord in Auschwitz », sur Historiek (consulté le 21 novembre 2021).
23. ↑  « SPIROU l'espoir malgré tout (Première partie), tome 2 de la série de bande dessinée Le Spirou d'Emile Bravo, de Bravo - - Éditions Dupuis », sur Les Éditions Dupuis (consulté le 10 novembre 2019).
24. ↑  « Felix Nussbaum, une vie de peintre », sur le site de l'éditeur
25. ↑  « Felix Nussbaum - Belgique 2017 - sur Cinergie.be », sur Cinergie.be (consulté le 21 novembre 2021).